# 太陽のほほえみ
『太陽のほほえみ』（たいようのほほえみ）は、宗教法人「カトリック善き牧者の会」によるカトリック系ラジオおよびテレビ布教番組。『心のともしび』と姉妹関係にあった。

## 概要
元メリノール宣教会会員、カトリック東京教区司祭のアメリカ人神父ジェームス・ハヤット
が、1952年にカトリック河原町教会で創始した、『カトリック善き牧者の会』（英文名称 Good Shepherd Movement）の布教番組。1964年から盟友のグレアム・マクドナル (Graham McDonnell) 神父が「心のともしび運動」に携わるようになる。
同会は京都府から1995年に宗教法人認可を得たが、永らく続いた任意団体時代より表に名を出すことを極力控え、対外的には『心のともしび運動（本部）』、『心のともしびYBU本部』（YBU＝「善き牧者の運動」の略）などの名称を用いている。
- 1964年8月に、カトリック聖パウロ修道会が筆頭株主である文化放送の制作で開始。先行する『心のともしび』はKBS京都の制作。しかし、1967年に文化放送からTBSラジオに移行して1969年頃まで放送。その後ラジオ関東（後のラジオ日本）に移行して最終回まで放送された。
- 進行・朗読の担当として河内桃子（俳優座）が単独出演し、遠藤周作、田中千禾夫・澄江夫妻、三浦朱門・曽野綾子夫妻、山谷えり子ら各界の著名信徒が台本を担当するエッセイ形式。後半に聖書の簡単な解説や、ハヤット神父らによる短い説教、メッセージが挿入される場合もあったが、内容は概ね『心のともしび』に類似。
- テーマ曲はテレビ版『心のともしび』と同一ながら[注釈 1]、冒頭の「暗いと不平を言うよりも、 すすんであかりをつけましょう」の運動スローガンは語られない。
- 放送5千回達成の功徳によって、河内はヨハネ・パウロ2世から聖十字架章を親授され、1996年にはバチカン市国勲章を受けた。
- 1996年3月、河内の健康状態が悪化したことに伴い、放送終了（なお、河内は1998年に死去）。『太陽のほほえみ』は『心のともしび』に統合され、俳優座で河内の後輩にあたる坪井木の実が河内の後任として推挙され、進行役となった[2]。
- 1981年頃にはKBS京都テレビにてテレビ版「太陽のほほえみ」を月-土9:25 - 9:30に制作・放送されていた。[3]